# Desarrollo tecnológico (mural)

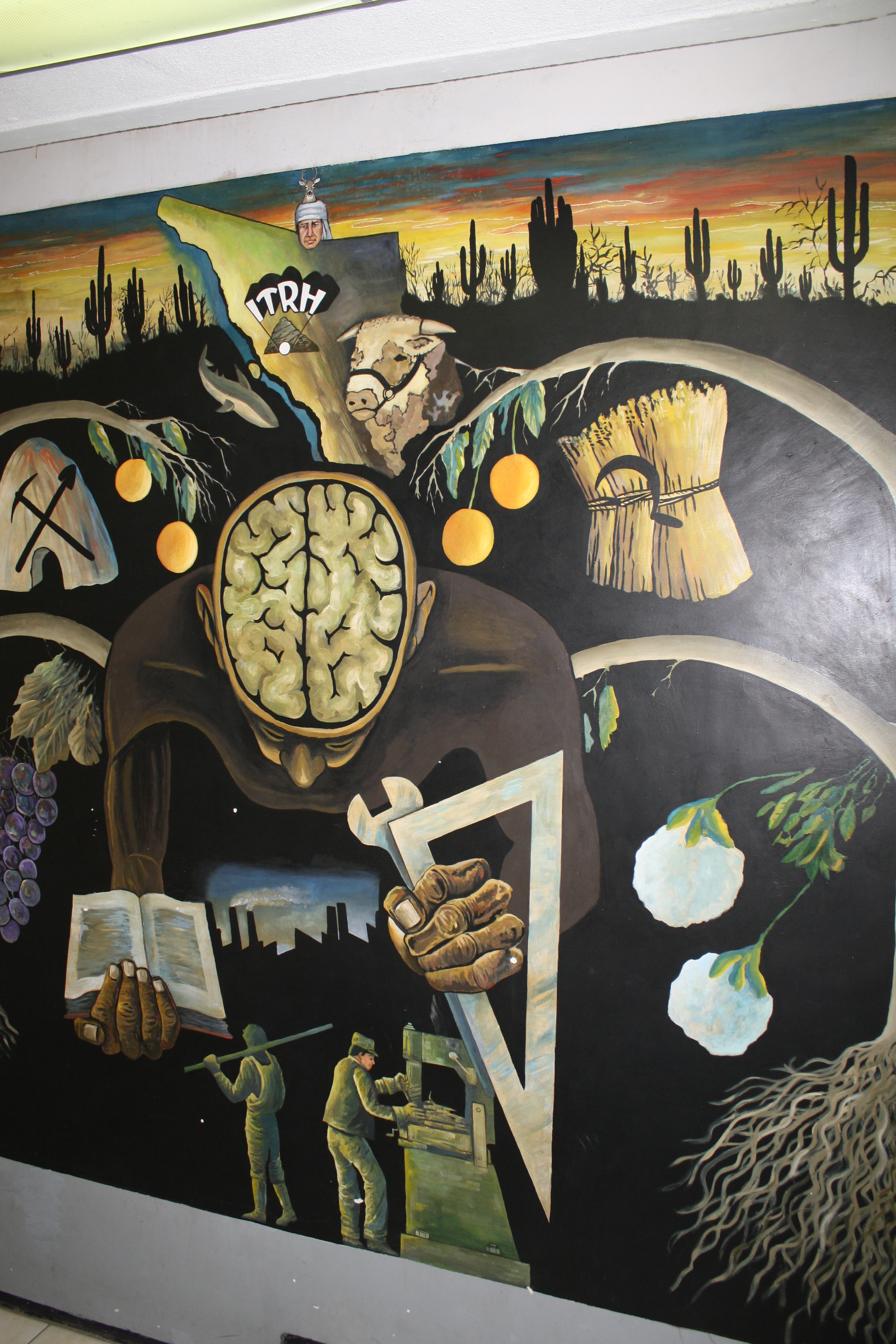
Mural Desarrollo tecnológico, del Instituto Tecnológico de Hermosillo.

Desarrollo Tecnológico es un mural de México ubicado en el interior del edificio administrativo del Instituto Tecnológico de Hermosillo, en Hermosillo, Sonora, fue elaborado entre 1979 y 1980 por el profesor Adolfo López Miranda y mide 4,10x4,00 m. 

## Descripción
El mural se compone de elementos como la ambientación propia de la región con un paisaje soleado y cálido característico de la tierra sonorense, acompañado por la flora natural del desierto; este conjunto de imágenes se ubica en la parte superior del mural. 
En su parte central se aprecia una figura humana con el cerebro descubierto que representa el trabajo intelectual, la posición de lectura sosteniendo un libro con su mano derecha, representa el estudio y la investigación, la escuadra y llave en la mano izquierda, proyecta la precisión y exactitud del desempeño tecnológico científico.
En medio de la parte superior del mural se ubica el mapa del Estado de Sonora, y debajo del mismo se dibujan símbolos de las principales actividades económicas: ganadería. minería y agricultura. Dentro del mapa, se destaca la presencia del ITH, señalado con un punto blanco a la altura de Hermosillo, municipio en el que se encuentra ubicada dicha Institución de Educación Superior. 
En el primer plano inferior al centro, se plasma la representación del trabajo del hombre ante las máquinas y al fondo en la misma dirección se ubica la silueta de una fábrica como símbolo del desarrollo industrial.

## Técnica
Técnica mixta, es decir, aquella que utiliza varias técnicas en un mismo soporte, pintado sobre superficie con material viniacrílico con agua.

## Significado
Desarrollo Tecnológico es una obra en la que el autor plasmó su concepción futurista de la industria en Sonora, a raíz del desarrollo industrial que vivió el estado en la década de 1980 y el aporte que el Instituto Tecnológico de Hermosillo hizo para la consolidación de esta actividad económica.
El motivo que tuvo el artista de pintar a un ser humano con el cerebro descubierto fue proyectar el hecho de que la Ciencia es resultado del trabajo humano, para acercarse más a  la realidad y aplicar leyes universales necesarias y atemporales. Este personaje es también la representación del estudiante tecnológico.